# George Alexander Black
George Alexander Black ( 1916 - 1957 ) fue un botánico y explorador estadounidense, especialista en gramíneas.

## Algunas publicaciones

### Libros
- g.a. Black, l.b. Smith. 1963. Grasses of the genus Axonopus. (a taxonomic treatment). Ed. Institute for the Advancement of Science and Culture. Nueva Delhi. 193 pp.

- 1956. A taxonomic treatment of the genus Axonopus. George Washington Univ. 838 pp.

- La abreviatura «G.A.Black» se emplea para indicar a George Alexander Black como autoridad en la descripción y clasificación científica de los vegetales.[2]